# Red Schoendienst
Albert Fred Schoendienst (Germantown, Illinois, 2 de febrero de 1923-Town and Country, Misuri, 6 de junio de 2018), más conocido como Red Schoendienst, fue un jugador profesional estadounidense de béisbol que se desempeñó en la posición de segunda base en las Grandes Ligas de Béisbol (MLB). Es miembro del Salón de la Fama del Béisbol.

## Carrera
Schoendienst jugó como profesional doce temporadas en St. Louis Cardinals (1945-1956), después pasó a New York Giants (1956-1957), luego a Atlanta Braves (1957-1960), posteriormente regresó a St. Louis Cardinals, donde jugó tres temporadas (1961-1963), y fue el equipo en el que se retiró.

## Reconocimiento
En 1989, ingresó como miembro al Salón de la Fama del Béisbol.